# Karel Tomeš

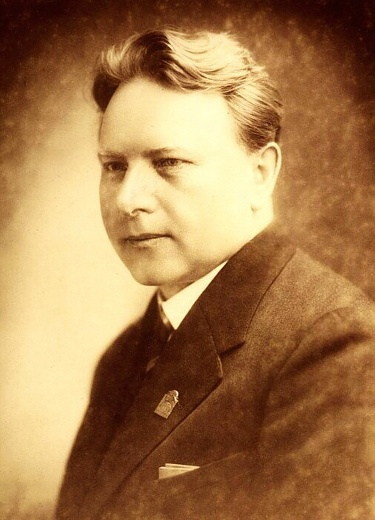
Karel Tomeš

Karel Tomeš (11. Juli 1877 in Helvíkovice u Žamberka, Böhmen, Österreich-Ungarn – 28. Januar 1945 in Dachau) war ein tschechoslowakischer Politiker (ČSNS) und von 1925 bis 1935 Bürgermeister der Stadt Brünn. Während der deutschen Besetzung Tschechiens schloss er sich 1939 dem Widerstand an. Er wurde deswegen verhaftet und starb 1945 im Konzentrationslager Dachau an Typhus.

## Leben
Tomeš war das einzige Kind des Webers Karel Tomeš und dessen Frau Anna Tomešová (geborene Dvorakova). Als er fünf Jahre alt war, zog die Familie 1882 nach Brünn. Nachdem er die Deutsche Allgemeinschule und das Gymnasium beendet hatte, begann er ein Jurastudium, musste dieses aber aus familiären Gründen abbrechen. 1901 wurde er Landbeamter und später Rechnungsführer des Mährischen Landkomitees. Von 1907 bis 1911 arbeitete er als Übersetzer für den Mährischen Landesausschuss. 
Während des Ersten Weltkrieges war er als Kommandant an der Russischen Front eingesetzt. Am 17. Dezember 1914 ergab er sich mit der gesamten Kompanie bei Przemyśl den Russischen Truppen. Am 15. Juli 1917 trat er in die Československá Obec Legionářská (ČsOL) und am 26. Januar 1919 in die Tschechoslowakische Legion in Russland ein. Hier arbeitete er unter anderem im Büro des Archivoffiziers der russischen Legionen in Omsk, in der Mobilisierungsabteilung in Jekaterinburg. 
Im Juli 1919 wurde er als Invalide zurück in seine Heimat geschickt. In Brünn arbeitete Tomeš an der Organisation und Vereinigung der Legionäre und wurde Mitglied des Zentralrats der tschechoslowakischen Legionsgemeinschaft und Vorsitzender des Bezirks Brünn. Er war zudem Vorsitzender des Hilfsfonds für Legionäre und Kriegsopfer und Mitglied in weiteren Einrichtungen wie der Gesellschaft der Freunde der Lausitz, der Freiwilligen Feuerwehr in Brünn-Husovice, sowie der Landeskinderfürsorge in Mähren und Schlesien. 1924 wurde er als Mitglied der Československá strana národně socialistická (Tschechoslowakische Sozialistische Partei) in den Stadtrat gewählt. Nach dem Rücktritt des Bürgermeisters Macků wurde er am 31. Dezember 1925 amtierender Bürgermeister der Stadt Brünn. Er bekleidete das Amt nach seiner Wiederwahl am 19. Februar 1929 bis zum 2. Dezember 1935. 
Während der Deutschen Besatzung wurde er 1940 als Anführer der Widerstandsgruppe Sokol verhaftet und nach Brünn überführt. Anschließend war er unter anderem in Breslau und in Wolfenbüttel inhaftiert. Am 4. November 1942 wurde er gemeinsam mit anderen städtischen Mitarbeitern am Volksgerichtshof in Breslau zu dreieinhalb Jahren Gefängnis verurteilt und anschließend in die Justizvollzugsanstalt in Amberk verlegt. Nach der Rückkehr wartete er acht Monate lang vergeblich auf seine Freilassung. Stattdessen wurde er am 8. August 1944 in das Konzentrationslager Dachau überstellt, wo er an Flecktyphus starb.
Tomeš war seit dem 10. Oktober 1901 mit Bohumila Tomešová (geborene Srpová) verheiratet und hatte mit ihr zwei Kinder. Karel Josef Tomeš und Zdenek Tomeš.

## Gedenken und Ehrungen
- 1929: St.-Sava-Orden, III. Klasse

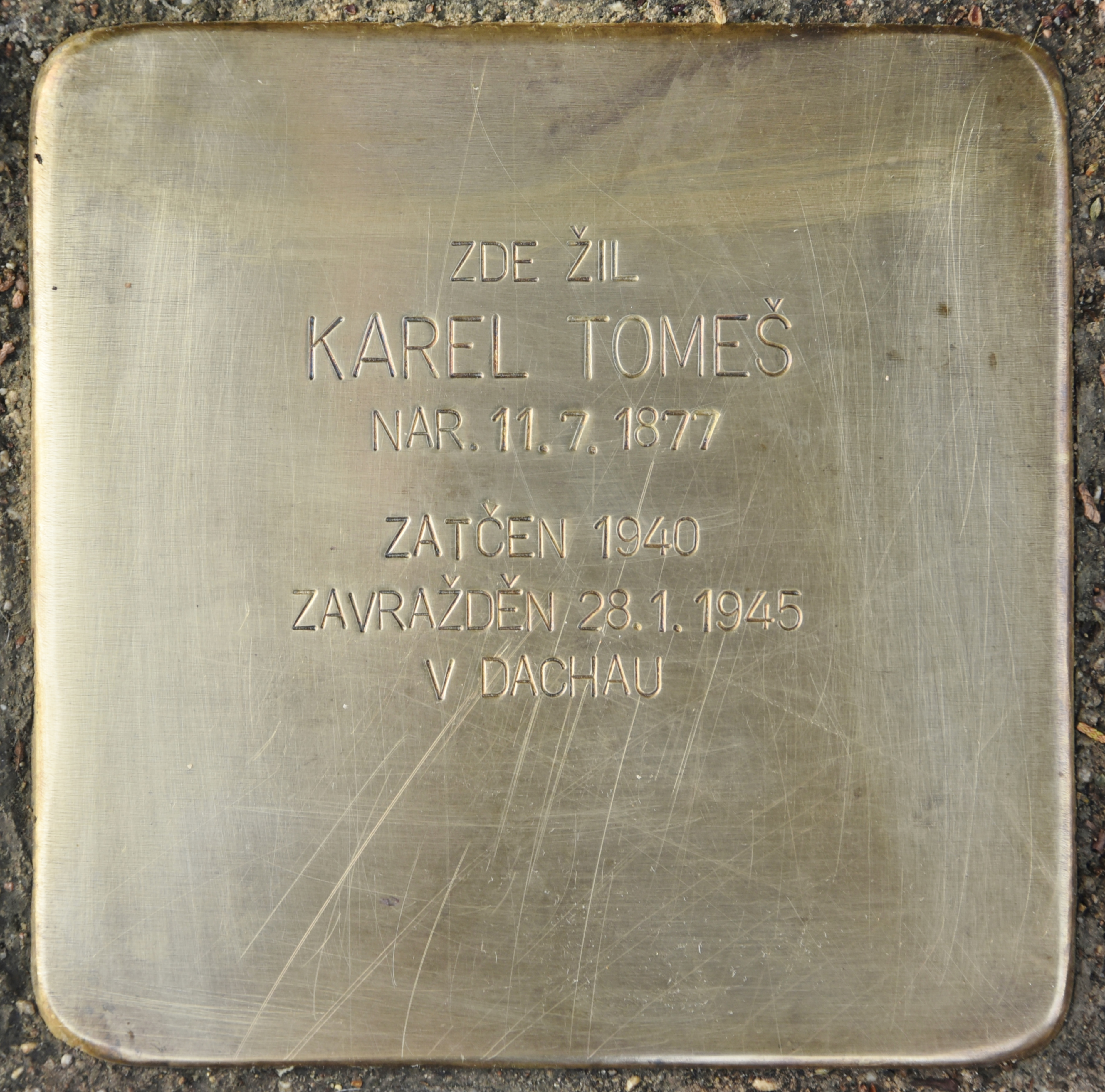
Gedenkstein für Karel Tomeš in Brünn

- 1929: Orden vom Weißen Adler, IV. Klassen
- 1947: Ehrenbürger der Stadt Brünn[2]
- In Brünn wurde ein Gedenkstein zum Gedenken an ihn verlegt
- 2005: Am Haus in der nach ihm benannten Straße Tomešova Nr. 6 in Brünn wurde eine Büste mit Inschrift angebracht[3]